# اولوکیتشوره
اَوَلوکیتِشوَرَه (به معنی: سروری که فرومی‌نگرد) یکی از بوداسف‌ها است که تجسمی از مهربانی تمامی بوداها به‌شمار می‌آید.
اولوکیتشوره یکی از چهار بوداسف یا بودای بالقوه‌ای است که به روشنی خواهد رسید و از او به عنوان بوداسف اندیشه و و درون‌پویی (مراقبه) نیز نام برده‌اند. این بوداسف یکی از ایزدان مهم مهایانه به شمار می‌رود و مانند ویشنو دارای توان ایزدی تغییر شکل است. وی را جوگی بزرگ و الهه رحمت و صاحب کرامات بسیار می‌دانند و ورد جادوان که یکی از مقدس‌ترین وردها است، تنها متعلق به او است.
ایزد «اولکیتشوره» که در هند خلق شده بود و بوداسفی مذکر بود، پس از حرکت به‌سوی چین، تغییر جنسیت یافت و به یک ایزدبانوی بسیار محبوب به نام «گوان‌یین» تبدیل شد. امروزه محبوبیت این خدابانو در چین، بسیار بیش‌تر از خود بوداست.